# Бран (Приморски Шарант)
Бран (фр. Bran) је насељено место у Француској у региону Поату-Шарант, у департману Приморски Шарант.
По подацима из 2011. године у општини је живело 123 становника, а густина насељености је износила 29,71 становника/km².

## Демографија
| 1962. | 1968. | 1975. | 1982. | 1990. | 2011. |
| ----- | ----- | ----- | ----- | ----- | ----- |
| 205   | 196   | 157   | 135   | 132   | 123   |